# هاجرستاون
هاجرستاون (ماريلاند) (بالإنجليزية: Hagerstown, Maryland)‏ هي مدينة تقع في الولايات المتحدة في ماريلاند. يقدر عدد سكانها بـ 39,662 نسمة ومساحتها 31.58 كم2 وترتفع عن سطح البحر 164 متر.

## التركيبة السكانية
قام مكتب تعداد الولايات المتحدة بتحديد بيانات التركيبة السكانية لهاجرستاونفي تعداد الولايات المتحدة. في ما يلي، التركيبة السكانية حسب تعدادي 2000 و2010.

### تعداد عام 2000
بلغ عدد سكان هاغرستاون 1,768 نسمة بحسب تعداد عام 2000، وبلغ عدد الأسر 787 أسرة وعدد العائلات 498 عائلة مقيمة في البلدة. في حين سجلت الكثافة السكانية 1,276.0 نسمة لكل ميل مربع (492.7/كم2). وبلغ عدد الوحدات السكنية 832 وحدة بمتوسط كثافة قدره 600.5 نسمة لكل ميل مربع (231.9/كم2).
وتوزع التركيب العرقي للبلدة بنسبة 99.26% من البيض و 0.06% من الأمريكيين الأصليين و 0.11% من الأمريكيين ذوي الأصول الآسيوية و 0.28% من الأمريكيين الأفارقة و 0.23% من عرقين مختلطين أو أكثر.
بلغ عدد الأسر 787 أسرة كانت نسبة 28.8% منها لديها أطفال تحت سن الثامنة عشر تعيش معهم، وبلغت نسبة الأزواج القاطنين مع بعضهم البعض 52.5% من أصل المجموع الكلي للأسر، ونسبة 8.4% من الأسر كان لديها معيلات من الإناث دون وجود شريك، وكانت نسبة 36.6% من غير العائلات. وبلغ متوسط حجم الأسرة المعيشية 2.86، أما متوسط حجم العائلات فبلغ 2.25.
بلغ العمر الوسطي للسكان 39 عاماً. وكانت نسبة 7.0% بين الثامنة عشر والأربعة وعشرون عاماً، ونسبة 28.1% كانت واقعةً في الفئة العمرية ما بين الخامسة والعشرون حتى والأربعة وأربعون عاماً، ونسبة 23.9% كانت ما بين الخامسة والأربعون حتى الرابعة والستون، ونسبة 17.1% كانت ضمن فئة الخامسة والستون عاماً فما فوق. يوجد لكل 100 أنثى 85.5 ذكر، ويوجد لكل 100 أنثى في الثامنة عشر من عمرها فما فوق 82.1 ذكر.
وكان متوسط دخل الذكور 35,536 دولار مقابل 25,913 دولار للإناث. وسجل دخل الفرد الخاص بالبلدة 20,901 دولار. وكانت نسبة 0.8% من العائلات ونسبة 1.8% من السكان تحت خط الفقر، ولا أحد منهم تحت سن الثامنة عشر ونسبة 0.9% في الخامسة والستين من العمر وما فوق.

### تعداد عام 2010
بلغ عدد سكان هاجرستاون 39,662 نسمة بحسب تعداد عام 2010، وبلغ عدد الأسر 16,449 أسرة وعدد العائلات 9,436 عائلة مقيمة في المدينة. في حين سجلت الكثافة السكانية 3,364.0 نسمة لكل ميل مربع (1,298.8/كم2). وبلغ عدد الوحدات السكنية 18,682 وحدة بمتوسط كثافة قدره 1,584.6 لكل ميل مربع (611.8/كم2).
وتوزع التركيب العرقي للمدينة بنسبة 75.8% من البيض و 0.3% من الأمريكيين الأصليين و 1.3% من الأمريكيين ذوي الأصول الآسيوية و 0.1% من سكان جزر المحيط الهادئ و 15.5% من الأمريكيين الأفارقة و 5.1% من عرقين مختلطين أو أكثر.
بلغ عدد الأسر 16,449 أسرة كانت نسبة 32.9% منها لديها أطفال تحت سن الثامنة عشر تعيش معهم، وبلغت نسبة الأزواج القاطنين مع بعضهم البعض 33.6% من أصل المجموع الكلي للأسر، ونسبة 18.4% من الأسر كان لديها معيلات من الإناث دون وجود شريك، بينما كانت نسبة 5.4% من الأسر لديها معيلون من الذكور دون وجود شريكة وكانت نسبة 42.6% من غير العائلات. تألفت نسبة 34.5% من أصل جميع الأسر من أفراد ونسبة 10.5% كانوا يعيش معهم شخص وحيد يبلغ من العمر 65 عاماً فما فوق. وبلغ متوسط حجم الأسرة المعيشية 3.04، أما متوسط حجم العائلات فبلغ 2.36.
بلغ العمر الوسطي للسكان 34.5 عاماً. وكانت نسبة 25.8% من القاطنين تحت سن الثامنة عشر، وكانت نسبة 9.5% بين الثامنة عشر والأربعة وعشرون عاماً، ونسبة 28.6% كانت واقعةً في الفئة العمرية ما بين الخامسة والعشرون حتى والأربعة وأربعون عاماً، ونسبة 24% كانت ما بين الخامسة والأربعون حتى الرابعة والستون، ونسبة 12.3% كانت ضمن فئة الخامسة والستون عاماً فما فوق. وتوزع التركيب الجنسي للسكان بنسبة 47.3% ذكور و52.7% إناث.

## المدن التوأمة
مدينة فيزل هي مدينة توأمة لـهاجرستاون (ماريلاند).